# Добрынин, Владимир Васильевич
Влади́мир Васи́льевич Добры́нин (9 [22] июля 1883, Заплавская — 29 октября 1938, Прага) — донской казак. Полковник, начальник оперативного управления штаба Донской армии. Участник Русско-японской, Первой Мировой и Гражданской войн. Эмигрант, автор статей о гражданской войне и участии в ней Донского казачества.

## Биография

### Происхождение
Родился 22 июля 1883 года в станице Заплавской. Из дворян ОВД. Отец — казачий офицер Василий Добрынин.

### Начало службы
В 1895 году поступил в Донской кадетский корпус, по окончании которого вступил в службу в сентябре 1901 года. В том же году поступил в Михайловское артиллерийское училище, откуда выпущен спустя 3 года из портупей-юнкеров хорунжим в 3-ю Донскую казачью батарею 4-й Донской казачьей дивизии. В составе формирования принял участие в Русско-японской войне. За период войны Добрынин участвовал во множестве боестолкновений с противником, а также в сражении при Сандепу. Впоследствии награжден орденами Святой Анны III степени с мечами и бантом и Святого Станислава III степени с мечами и бантом. По возвращении с войны написал свой первый очерк «Донцы в Маньчжурии. Путевые, походные и боевые воспоминания и краткая историческая справка 3-й Донской казачьей батареи».
В 1906 году переведен в 9-ю Донскую казачью батарею с производством в сотники. В 1910 году, будучи подъесаулом, окончил Николаевскую академию Генерального штаба по 1-му разряду, откуда направлен на командование сотней в 1-й Донской казачий полк (по иным данным, направлен в Александровское военное училище преподавателем).

### Первая Мировая война
С объявлением мобилизации в России переведен в штаб 53-й пехотной дивизии с назначением на должность старшего адъютанта. Участник похода в Восточную Пруссию. В начале 1915 года произведен в капитаны. В феврале того же года попал в немецкий плен вместе со всем штабом 53-й дивизии в ходе Лансденской операции, где пробудет вплоть до конца войны. За время нахождения в плену был награжден орденами Святой Анны IV степени с надписью «За Храбрость» и орденом Святого Владимира IV степени с мечами и бантом.
О судьбе после плена не была осведомлена семья Добрынина, считавшая Владимира погибшим на фронте.

### Гражданская война
Возвратившись из плена в августе 1918 года, вступил в Донскую армию. Назначен начальником разведывательного отделения штаба Донской армии и произведен в подполковники. По поручению атамана Краснова привлечен к написанию исторической работы «Материалы об организации и силах Красной советской армии по данным к периоду ноябрь — декабрь 1918 года» с целью освящения Красного террора на Дону. В конце того же года повышен до полковника с переводом на должность начальника оперативного отделения штаба Донской армии, в которой пробудет до конца войны. В ходе эвакуации из Новороссийска эмигрировал в Константинополь, откуда отправился в КСХС, а оттуда в Прагу.

### В эмиграции
Сразу после ухода из Белой армии начал написание исторических очерков о борьбе Донской армии в Гражданской войне. В 1921 в Праге опубликовал свою первую работу: «Борьба съ большевизмомъ на Югѣ Россiи. Участiе въ борьбѣ Донского казачества». За всю оставшуюся жизнь написал более 60 статей, сочинений, очерков и книг об истории Дона и мировой политике. Являлся членом эмигрантских исторических сообществ. Работал в местной типографии.
Скончался 29 октября 1938 года в Чехословацкой столице. Похоронен на Ольшанском кладбище. 

## Награды
- Орден Святого Станислава III степени с мечами и бантом (1906)
- Орден Святой Анны III степени с мечами и бантом (1906)
- Орден Святого Владимира IV степени с мечами и бантом (1915)
- Орден Святой Анны IV степени с надписью «За Храбрость» (1916)

## Чины
- Юнкер (01.09.1901)
- Портупей-юнкер (01.09.1902)
- Хорунжий (ст. 21.05.1904)
- Сотник (ст. 10.08.1906)
- Подъесаул (ст. 10.08.1908)
- Капитан (хх.хх.1915)
- Подполковник (31.08.1918)
- Полковник (хх.05.1919)

## Семья
До революции вступил в брак с Анной Васильевной Чумаковой, дочерью генерал-майора Василия Чумакова, которая последовала за ним в эмиграцию. У пары родилась дочь Татьяна(1928) и сын Алексей.

## Сочинения
- Добрынин В. В. Донцы в Маньчжурии. Путевые, походные и боевые воспоминания и краткая историческая справка 3-й Донской казачьей батареи. — Новочеркасск, 1908.
- Добрынин В. В. Материалы об организации и силах Красной советской армии по данным к периоду ноябрь — декабрь 1918 года. — 1919.
- Добрынин В. В. Борьба с большевизмом на Юге России. Участие в борьбе Донского казачества. Февраль 1917 — март 1920. — Прага: Славянское издательство, 1921. — 118 с.
- Добрынин В. В. Дон в борьбе с коммуной. На Донце и Маныче. Февраль-май 1919. — Прага: Славянское издательство, 1922. — 54 с.
- Добрынин В. В. Военное напряжение и жертвы Донского казачества в борьбе с большевиками. — Прага: Славянское издательство, 1928.